# Tachydromia semihyalipennis
Tachydromia semihyalipennis är en tvåvingeart som beskrevs av Gimmerthal 1847. Tachydromia semihyalipennis ingår i släktet Tachydromia och familjen puckeldansflugor. Inga underarter finns listade i Catalogue of Life.